# NECOM House
NECOM House (anciennement NITEL Tower et NET Building ) est un gratte-ciel construit dans les années 1970 à Lagos, au Nigeria. Comptant 32 étages, il est surmonté d'une flèche de communication au sommet de la tour sert de phare pour le port de Lagos. Avec une hauteur de 160 mètres, c'est le plus haut bâtiment d'Afrique de l'Ouest
NECOM House est le siège de la Nigerian Telecommunications Limited.  

## Histoire
Le gratte-ciel est construit en 1979 sur les plans du cabinet d'architecte Nickson Borys & Partners et est à l'origine construit pour abriter la Nigerian External Communication (NECOM). Il est par la suite racheté par la Nigerian Telecommunications Limited pour en faire son siège social. Il devient, au moment de sa construction, le plus haut bâtiment de l'Afrique de l'ouest, détrônant le Cocoa House situé à Ibadan, toujours au Nigeria. Il est en 2020, toujours le plus haut édifice du Nigeria.
Le gratte-ciel a subi deux incendies depuis sa construction : l'un en 1983 qui a causé des dommages considérables au bâtiment, et l'autre en 2015 qui a affecté les plus hauts étages du bâtiment.
La tour de communication sur son toit est utilisée comme phare pour guider les bateaux.